# Zadná voda
Zadná voda je vysokohorský potok, který pramení ve svahu hory Poľana v Nízkých Tatrách v okrese Liptovský Mikuláš v Žilinském kraji na Slovensku. Celý tok potoka se nachází v katastru obce Demänovská Dolina v Národním parku Nízké Tatry a je levostranným přítokem říčky Demänovka (povodí řeky Váh, úmoří Černého moře).
Na potoku je také vybudovaná vodní nádrž Zadná voda.

## Místopis
Zadná voda pramení východně pod horou Poľana (svah Zadné). Teče kolem rozcestníku Tri vody (soutok tří vodních toků), kde na tomto místě i dále přibírá několik bezejmenných toků. Mezi významné přítoky Zadné vody patří Kobyla, Hlboká, Ploská, Vyšná Šuľkovianka, Otupnianka a Radovský potok. Zadná voda se vlévá zleva do říčky Demänovky. Na toku potoka jsou peřeje a ve svahu nad pravým břehem se rozkládá Demänovská Dolina s významným hotelovým a lyžařským střediskem Jasná a lanovkami na vrchol Chopok.
Nad Demänovskou Dolinou, nad Vrbickým plesem, na toku Zadné vody je postavena vodní nádrž Zadná voda, která je soustavou tří spojených nádrží s cílem zadržování vody, protipožární nádrže a zdroje zasněžování lyžařského střediska Jasná. Objem vody v nádržích je 49 991 m3. V okolí nádrže je koryto potoka regulované vybetonováním. Investorem celé vodní nádrže, která byla postavena v letech 2019 až 2020, je podnik Tatry mountain resorts a.s.
Zadná voda je také zdrojem pitné vody.
Podél toku Zadné vody vede také turistická stezka.

## Galerie

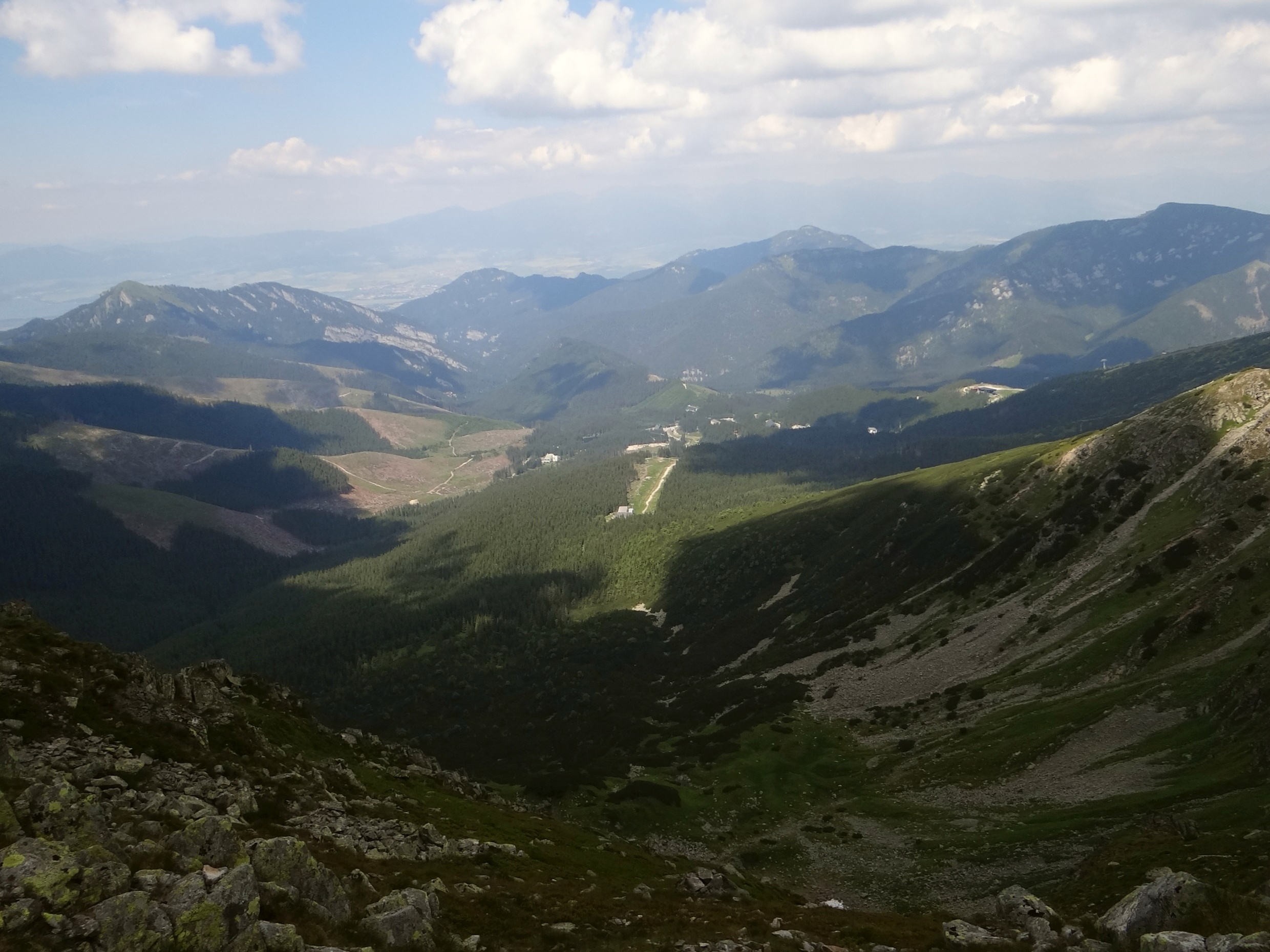
Pohled do doliny potoku Zadná voda
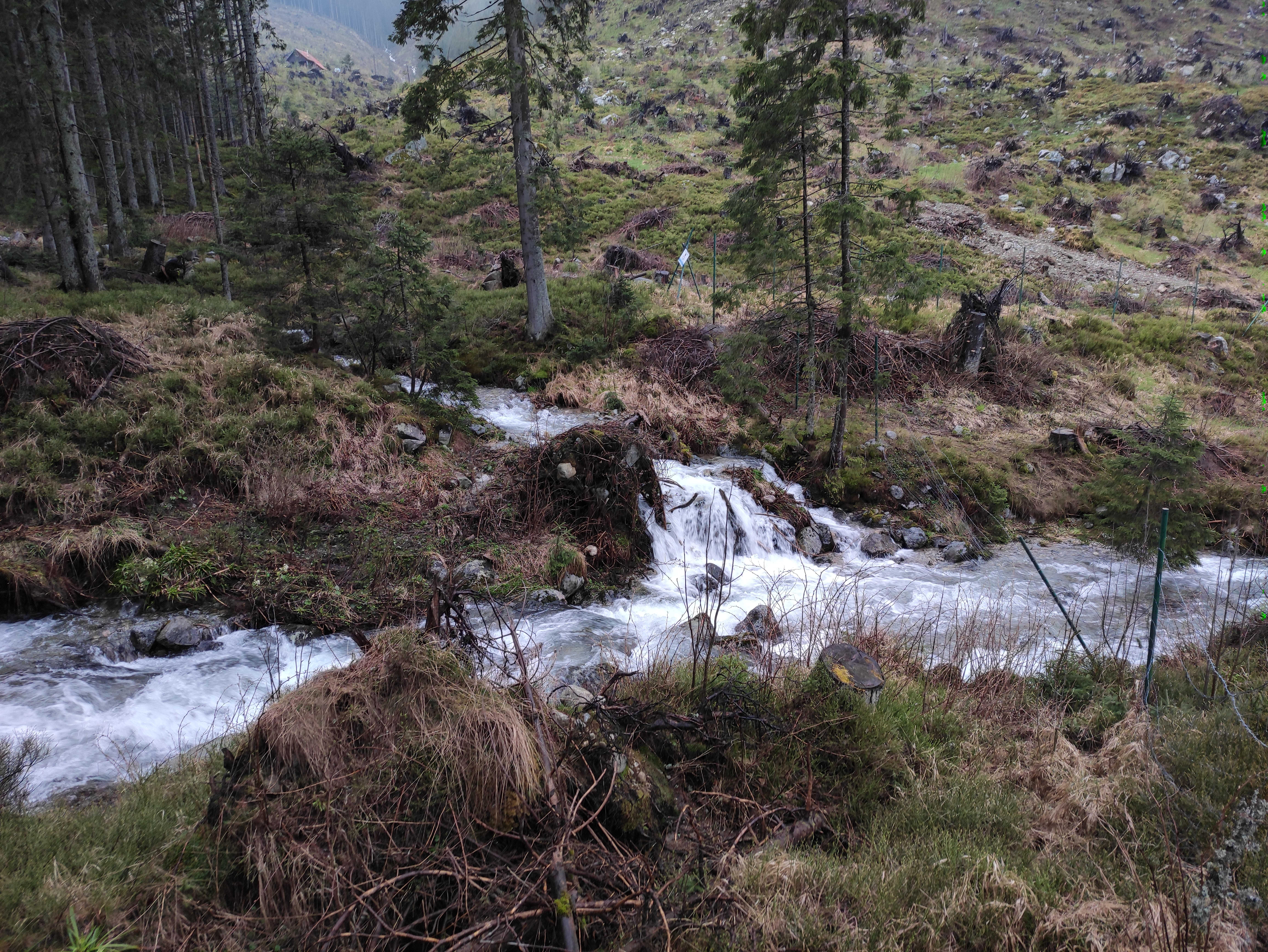
Soutok Hlboké a Zadné vody
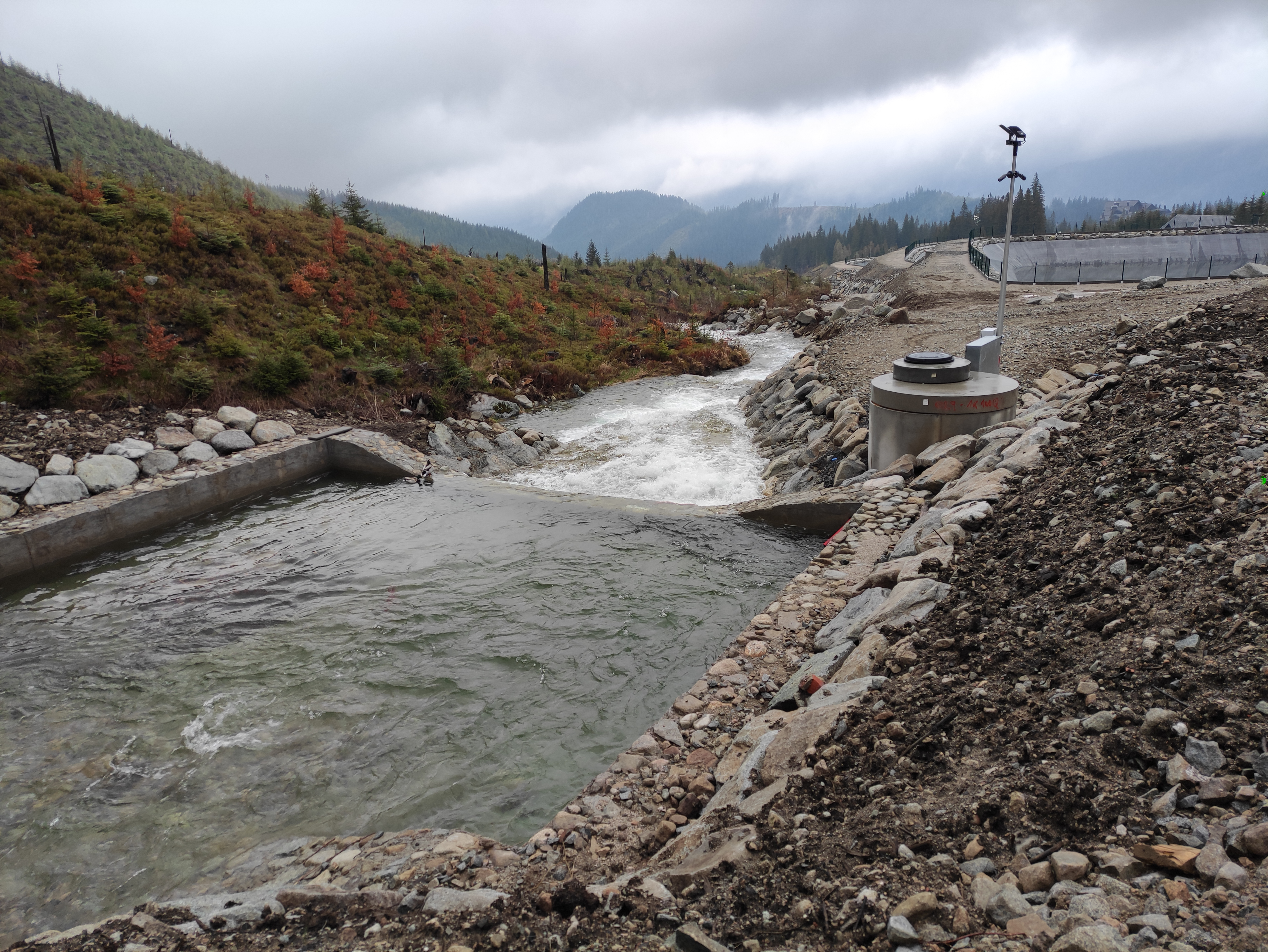
Regulované koryto Zadné vody u Vodní nádrže Zadná voda
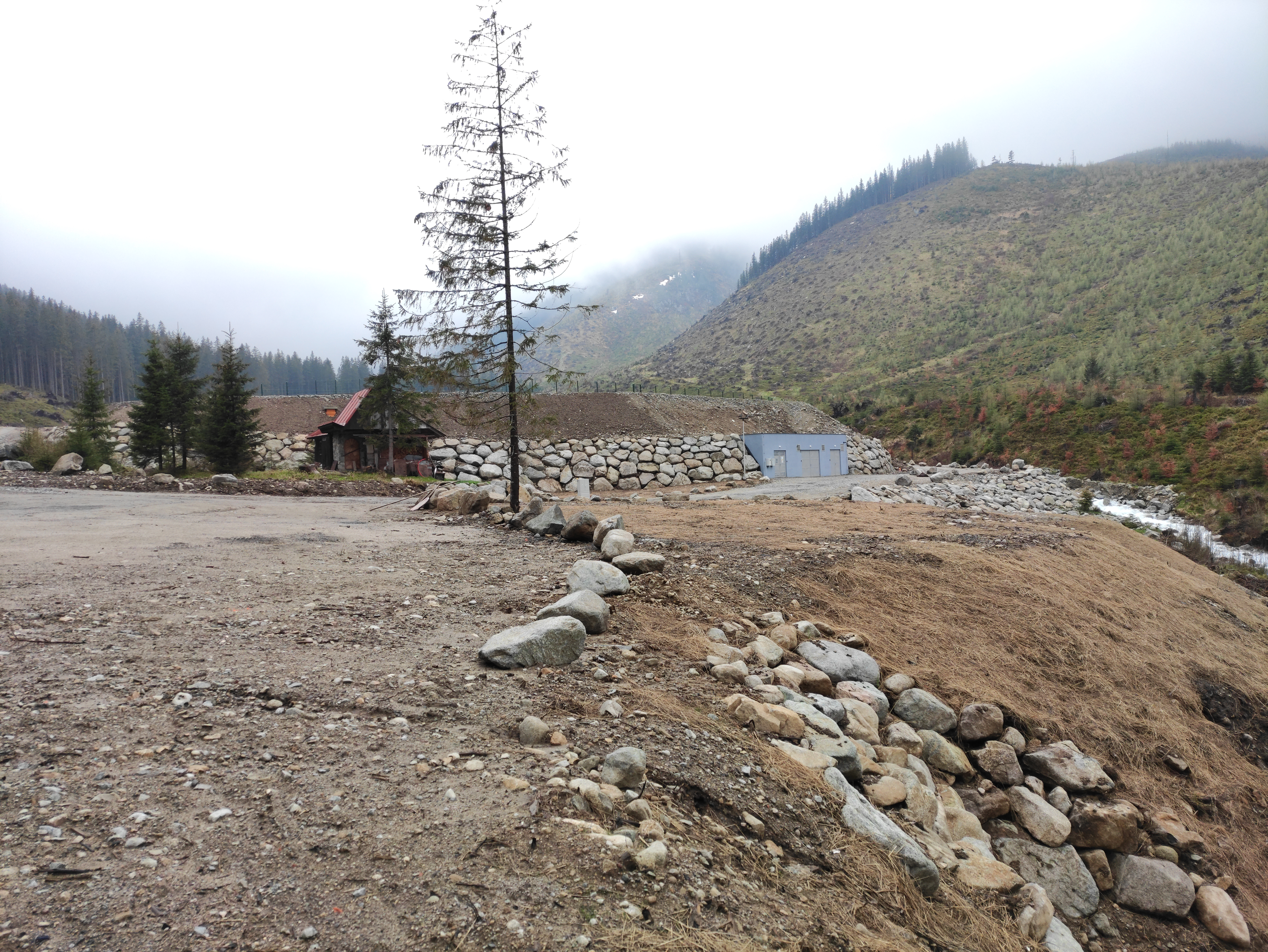
Vodní nádrž Zadná voda
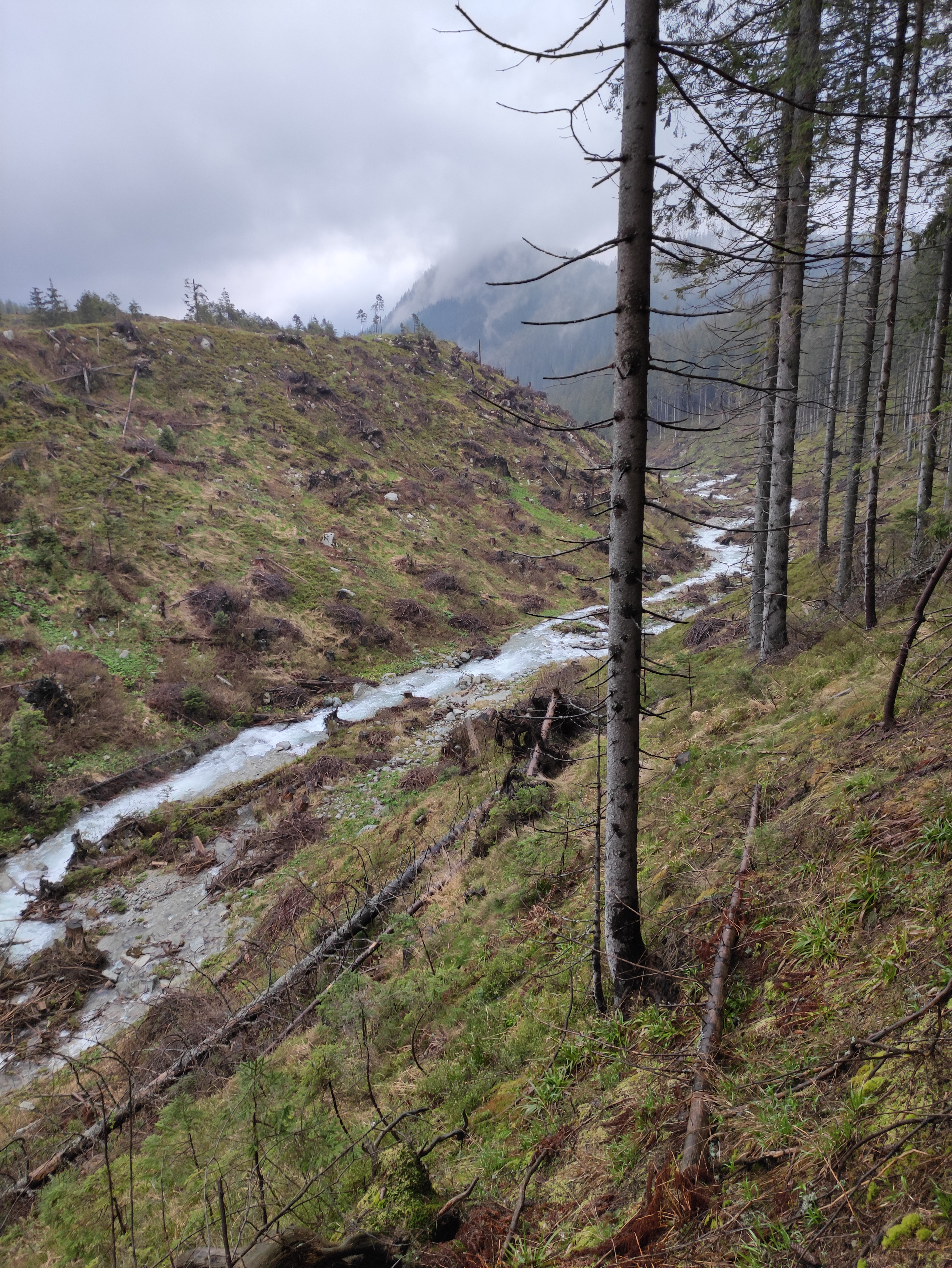
Zadná voda z pohledu od Vrbického plesa